# Institut Goethe de Budapest
L'Institut Goethe de Budapest (en hongrois : Budapesti Goethe-intézet ; en allemand : Budapest Goethe-Institut) est un centre culturel affilié au réseau des Instituts Goethe, situé dans le 9e arrondissement de Budapest. 
L'Institut Goethe est implanté à Budapest depuis 1988 et contribue au dialogue culturel entre l'Allemagne et la Hongrie. Il organise des conférences, événements culturels, cours de langue et formations continues en allemand. Il dispose de son centre de documentation. Il s'installe dans ses locaux actuels en 2006.